# ジョセフ・ジャクソン
ジョセフ・ジャクソン（英語：Joseph Walter Jackson、愛称：ジョー、1928年7月26日 - 2018年6月27日）は、アメリカ合衆国の元ミュージシャン、元ギタリスト。「ファルコンズ」のメンバー。マイケル・ジャクソンやジャネット・ジャクソンなどいわゆる「ジャクソン・ファミリー」の父親である。

## 略歴
1928年7月26日にアーカンソー州ファウンテン・ヒルで4人兄弟の長男として誕生する。18歳で母親と暮らすためシカゴへ移住、ボクサーとなるが、そこでキャサリン・スクルーズと出会い、後に結婚した。結婚後はインディアナ州ゲーリーに移住し、ボクサーを辞めてUSスチール（製鉄会社）にクレーン運転士として務めながら、キャサリンとの間に9人の子をもうけ、1950年代半ばに実弟が始めたバンド「ファルコンズ」に加入し、音楽活動を開始した。
1962年にジャッキー、ティト、ジャーメインと、自宅近所に住む2人の若者（2人は後にマーロンとマイケルと交代）を加え「ジャクソン5」を結成以降は、音楽プロデューサーとして活動。1969年にジャクソン5がモータウンからデビューし、彼らのプロモーターとして名を馳せることとなった。
後にジャクソン5は活動の場をラスベガスに移すが、息子達は次々独立し、代わりにラトーヤとジャネットのマネジメントを担当した。

## 晩年
晩年はラスベガスに在住した。ラップなどに使われる歌詞の内容に疑問を提起し、それらを「クリーンアップ」する活動を行っていた。

## 死去
2018年7月26日に生誕90周年を迎える予定だったが、6月27日早朝に癌による闘病の末に死去した。89歳であった。

## 女性関係
少なくとも2度の浮気が発覚し、1974年にはジャクソン5の女性グルーピーとの間に隠し子をもうけた上、1979年には再びモータウンの女性秘書と関係を持ったことが発覚した。妻のキャサリンは2度とも離婚を求めたが、ジョセフが家を出て行かず、結局離婚しなかった。
1991年に娘のラトーヤが、自らの著書の中で虐待について語ったが、この虐待について、ラトーヤは自分と姉のリビーが性的虐待をされたのだとインタビューで主張。しかし、この騒動で名指しされたリビーはこの発言内容を否定した。
自身はラスベガスに住み、妻のキャサリンとは長らく別居を続けていた。

## マイケルとの関係
- 幼少期の父親について「しつけに厳しかった」とマイケルは語っていた。これについては、コーラ会社の経営を行ったり、投機を行ったりしたが失敗し、その腹いせにジャネット以外の子供全員に虐待を加えていたとする疑念があった。
- 2003年にイギリス・BBCのインタビューに対し、体罰を行っていた事を認めたが、マイケルが同性愛者である可能性は完全否定した。インタビューが行なわれた際、ジョセフが運営しているレコードレーベルの新人アーティストを無理やり紹介する場面も見られた。
- マイケルが行う予定だったロンドン公演「THIS IS IT」の興行元AEG Liveやマイケル側はこの興行にジョセフが関わるのを警戒していたともされた。
- 2009年に息子のマイケルの死去直後にもかかわらず、テレビに出演して所属アーティストの新しいプロジェクトを宣伝した。
- 2009年にABCテレビのインタビューにおいて、マイケルの遺児を自らがプロデュース、デビューさせるつもりであると答えた。これに対しキャサリンには猛反対されたとされる。
- マイケルの死後はCNNなどに出演したが、マイケルの死をファンから聞いたと語り、またマイケルの埋葬やその他の事に関わっておらず、詳細も知らされていない事から、家族から孤立しているのではと言われた。
- 同じくCNNでラリー・キングよりマイケルとの交流を聞かれたが、殆ど無かった事を認めた。
- マイケルや兄弟達に行った身体的な暴力、精神的な暴力に関しては厳しく躾けただけだと語り、虐待行為は終生否定した。

## 家族
妻
- キャサリン・エスター・ジャクソン (1930 - )

子供
1. リビー・ジャクソン (1950 - )
2. ジャッキー・ジャクソン (1951 - )
3. ティト・ジャクソン (1953 - 2024)
4. ジャーメイン・ジャクソン (1954 - )
5. ラトーヤ・ジャクソン (1956 - )
6. マーロン・ジャクソン (1957 - )
7. ブランドン・ジャクソン (1957 - 1957)[注 3]
8. マイケル・ジャクソン (1958 - 2009)
9. ランディ・ジャクソン (1961 - )
10. ジャネット・ジャクソン (1966 - )

- ジョーボニー・ジャクソン (1974 - )（隠し子）

## 著書
- 『息子 マイケル・ジャクソンへ ～天国への遺言状～』（講談社、2010年）